# Загоскино (Ермоловский сельсовет)
Заго́скино — село в Пензенском районе Пензенской области России. Входит в состав Ермоловского сельсовета.

## География
Село находится в центральной части Пензенской области, в пределах Приволжской возвышенности, в лесостепной зоне, на берегах реки Пензы, на расстоянии примерно 46 километров (по прямой) к северо-западу от села Кондоль, административного центра района. Абсолютная высота — 177 метров над уровнем моря.

### Климат
Климат характеризуется как умеренно континентальный, с умеренно холодной продолжительной зимой и относительно тёплым летом. Средняя температура воздуха самого тёплого месяца (июля) — 18,8 °C (абсолютный максимум — 40 °C); самого холодного (января) — −13 — −12 °C (абсолютный минимум — −47 °C). Безморозный период длится от 117 до 133 дней. Среднегодовое количество атмосферных осадков варьируется от 467 до 604 мм, из которых большая часть выпадает в тёплый период.

### Часовой пояс
Село Загоскино, как и вся Пензенская область, находится в часовой зоне МСК (московское время). Смещение применяемого времени относительно UTC составляет +3:00.

## Население
| 1782 | 1864 | 1877 | 1897 | 1911 | 1926  | 1930  |
| ---- | ---- | ---- | ---- | ---- | ----- | ----- |
| 567  | ↗677 | ↗777 | ↗845 | ↘819 | ↗1083 | ↗1409 |
| 1939 | 1959 | 1970 | 1979 | 1989 | 1998  | 2002  |
| ↘964 | ↘720 | ↘611 | ↘595 | ↗766 | ↗799  | ↘779  |
| 2010 |      |      |      |      |       |       |
| ↘734 |      |      |      |      |       |       |

### Национальный состав
Согласно результатам переписи 2002 года, в национальной структуре населения русские составляли 94 % из 779 чел.